# Auxy (Saona i Loara)
Auxy – miejscowość i gmina we Francji, w regionie Burgundia-Franche-Comté, w departamencie Saona i Loara.
Według danych na rok 1990 gminę zamieszkiwało 1037 osób, a gęstość zaludnienia wynosiła 28 osób/km² (wśród 2044 gmin Burgundii Auxy plasuje się na 223. miejscu pod względem liczby ludności, natomiast pod względem powierzchni na miejscu 94.).